# الرومانسية (ألبوم)
الرومانسية هو الألبوم الثامن للمغني المكسيكي لويس ميغيل. وكان قد أعلن عنه من قِبْل التحالف الإنجيلي لاتينا في 19 تشرين الثاني 1991. وعلى الرغم من أن هذا الإنتاج كان أصلا تعاون آخر مع خوان كارلوس كالديرون، ولكن هذه الخطة ألغيت عندما عجز كالديرون علي تأليف الأغاني لهذه الألبوم. وعندما حصل علي مهلة جديدة في عقد تسجيل الأغاني وبناء علي اقتراح مدير أعماله فقد اختار ميغيل الموسيقى بوليرو لمشروعه القادم. تم التعاقد مع المغني وكاتب الأغاني المكسيكي أرماندو Manzanero من قِبْل التحالف الإنجيلي لاتينا للمشاركة في إنتاج الألبوم مع ميغيل. بدأ التسجيل في أغسطس 1991 في تسجيلات طريق المحيط في هوليوود، كاليفورنيا، بناء علي ترتيب بيبو سيلفيتي Bebu Silvetti للترتيب.

## روابط خارجية
- الرومانسية على موقع أول موفي (الإنجليزية)